# Phoniscus atrox
Phoniscus atrox — вид ссавців родини лиликових. 

## Проживання, поведінка
Країни поширення: Індонезія (Калімантан, Суматра), Малайзія (Сабах, Саравак), Таїланд.  Він знаходиться нижче 400 м над рівнем моря. Це залежний від лісу вид. 

## Загрози та охорона
Вирубка лісів у зв'язку з лісозаготівлею, сільське господарство, плантації та лісові пожежі становлять серйозну загрозу для цього виду. Цей вид відомий з охоронних районів.